# Cogeces del Monte
Cogeces del Monte es una villa de España, en la provincia de Valladolid, comunidad autónoma de Castilla y León. Tiene una superficie de 74,20 km² con una población de 659 habitantes (INE, 2020) y una densidad de 11,13 hab/km². Pertenece a la comarca de Campo de Peñafiel, aunque históricamente formó parte de la Comunidad de Villa y Tierra de Cuéllar estando encuadrada en el Sexmo de Valcorba. Cuenta con un Museo de Ciencias, de titularidad municipal, con una colección de minerales destacable a nivel nacional.

## Historia

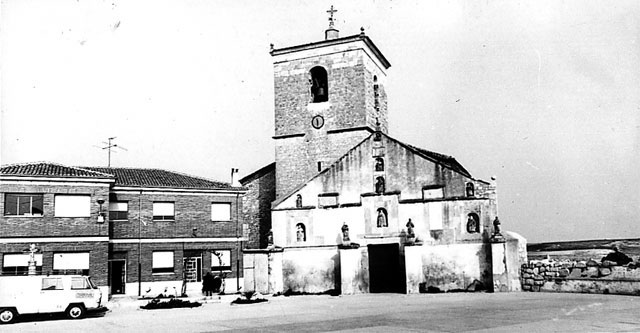
La localidad, a mediados del siglo XX

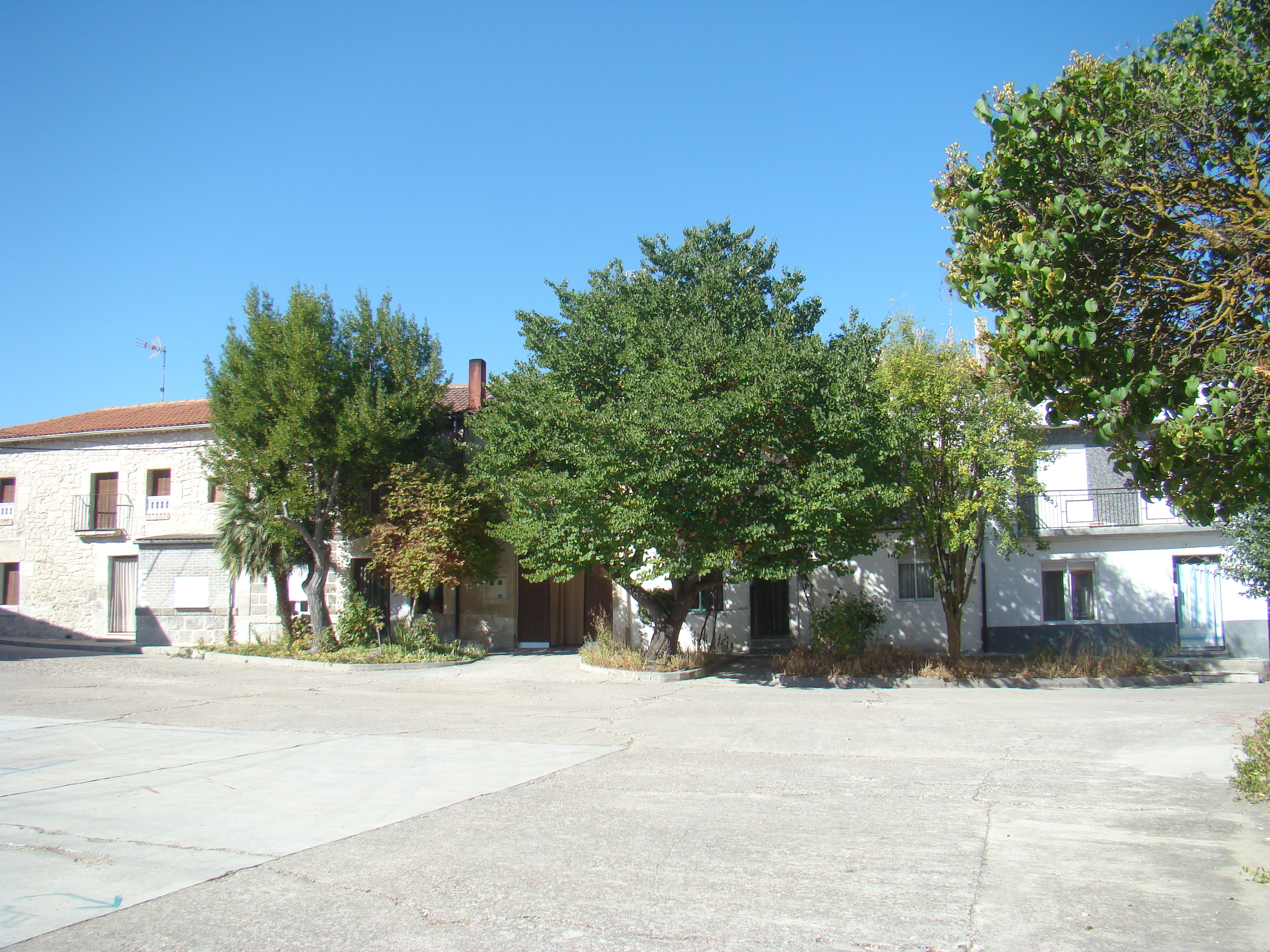
Plazuela de la Iglesia, año 2016.

Cogeces del Monte es a la luz de la arqueología, morada del hombre desde hace milenios, concretamente desde los tiempos del Paleolítico hasta nuestros días. El lote de hachas de piedra tallada y de otros instrumentos recuperados evidencian ese pasado remoto. También se ha constatado el paso de Roma por el término de Cogeces del Monte en numerosas monedas, entre las cuales había denarios de plata, y las invasiones bárbaras a comienzos del siglo V.
Los musulmanes derrotaron al Reino visigodo de Toledo y se adueñaron seguidamente de la península ibérica, la cuenca media del Duero y, por tanto, el emplazamiento de Cogeces del Monte, pertenecieron de manera sucesiva al Emirato de Córdoba, a la cora o provincia de Toledo, al Califato cordobés y por último a Medinaceli.
Durante la Reconquista, la muerte de Almanzor, el epílogo desastroso que los hijos de éste pusieron a la dictadura paterna, la desaparición del Califato y de su máxima autoridad, el califa Hisham III en 1030, y la conquista de Toledo por el rey Alfonso VI de León en 1085, finalizaron el dominio musulmán de la meseta Norte, trasladaron la frontera del Duero a la cuenca del Tajo, e impulsaron el crecimiento de la Extremadura castellana y, por tanto de las tierras de Peñafiel y de Cuéllar a la que permaneció ligada Cogeces del Monte durante siglos.

## Geografía humana

### Demografía
Cuenta con una población de 644 habitantes (INE 2024).
| Gráfica de evolución demográfica de Cogeces del Monte entre 1842 y 2021                                               |
| |
| Población de derecho según los censos de población del INE. Población de hecho según los censos de población del INE. |

| 1056                       | 972 | 893 | 863 | 738 | 630 |
| (Fuente: [cita requerida]) |     |     |     |     |     |

### Economía

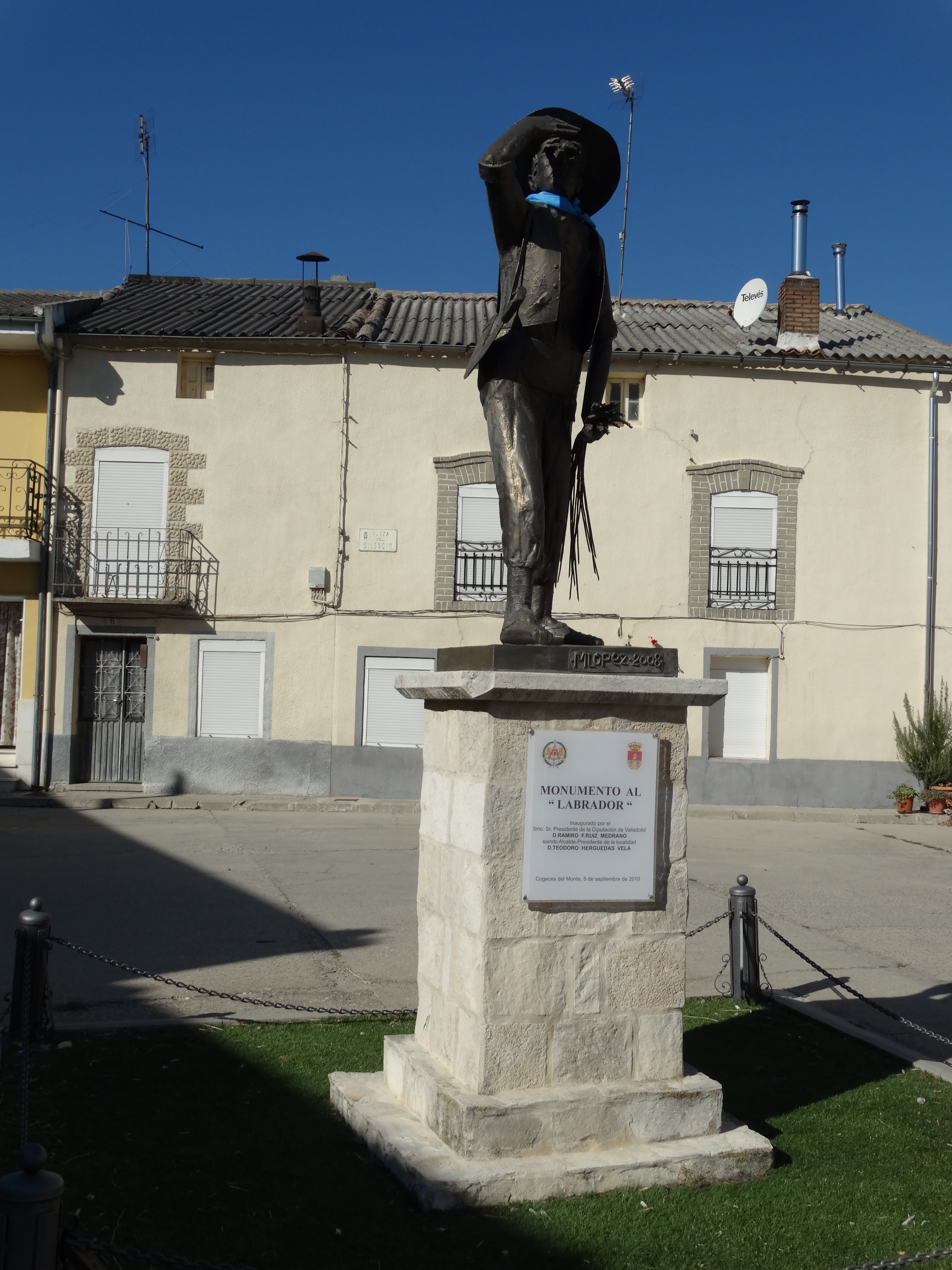
Monumento dice que está dedicado al labrador.

La economía en Cogeces del Monte está basada de forma principal en la agricultura; cultivos de cereales (cebada, trigo,...) y de remolacha, patatas y leguminosas. En la actualidad destaca el girasol, fuente de energía alternativa, y los frutales. Existen pequeños huertos e invernaderos. El ganado ovino de raza churra constituye otra base de actividad, junto con algunas explotaciones porcinas, avícolas y bovinas.
El turismo en los últimos años ha sido un sector desarrollado, para convertirse en una alternativa más dentro del turismo rural y de interior de la región.
El pueblo, como casi todos los de la región, acusa, hasta el momento, el proceso de despoblación y envejecimiento de la población, por lo cual, en agosto de 2009, el alcalde de Cogeces lanzó la iniciativa de dotar con 600 euros a las mujeres embarazadas establecidas en la localidad. Se convirtió en el primer pueblo provida de España.

## Patrimonio

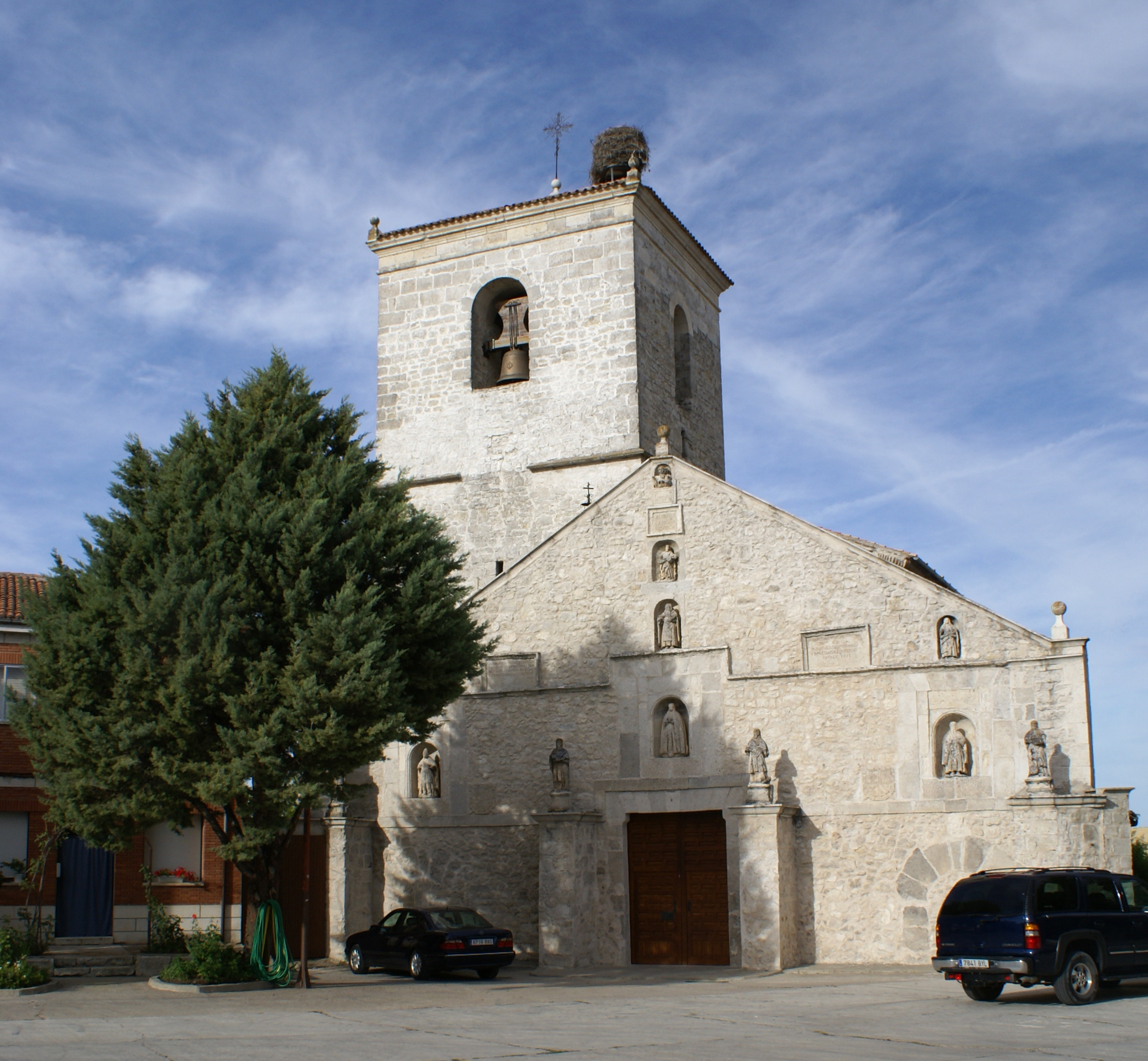
Iglesia de Nuestra Señora de la Asunción

- Iglesia de Nuestra Señora de la Asunción (Cogeces del Monte).
- Monasterio de Santa María de la Armedilla.

### Museos
- Espacio de la ciencia: cuenta con una colección de minerales y fósiles procedentes de todo el mundo, aportados principalmente por Alejandro del Valle González, profesor de Mineralogía y Cristalografía de la Universidad de Valladolid.
- Museo del Ayer: de propiedad particular, reproduce escenas de labores y oficios de otras épocas junto con una colección de aperos de labranza.
- Parque Etnográfico de la Arquitectura Pastoril: se trata de un recorrido interpretativo que permite interactuar con el mundo de la cultura pastoril.
- Monasterio de Santa María de la Armedilla: desde la Asociación de Amigos del Monasterio de la Armedilla se ha promovido la recuperación de la zona del monasterio para hacerla visitable al público en general.

## Cultura

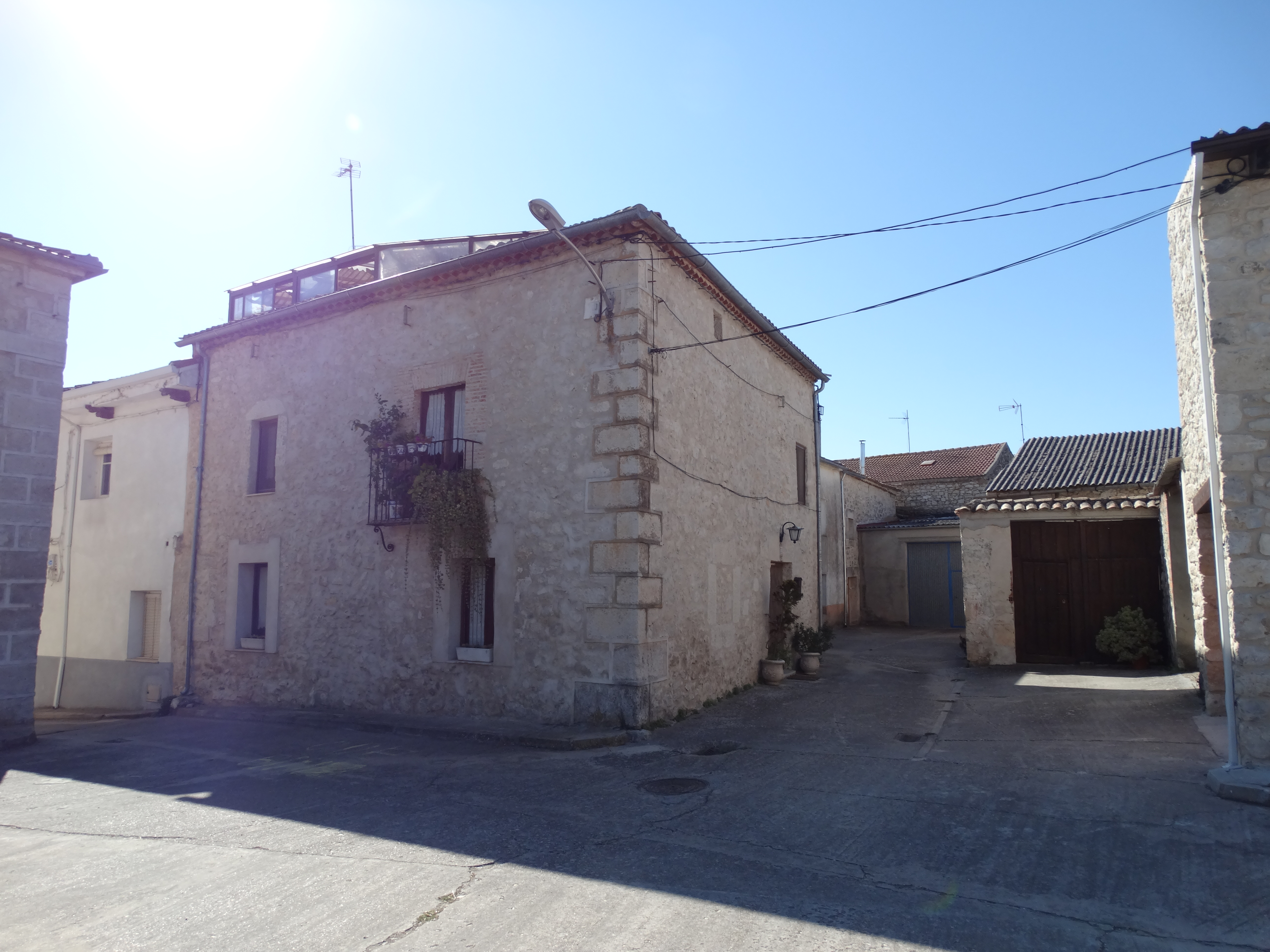
Calle típica.

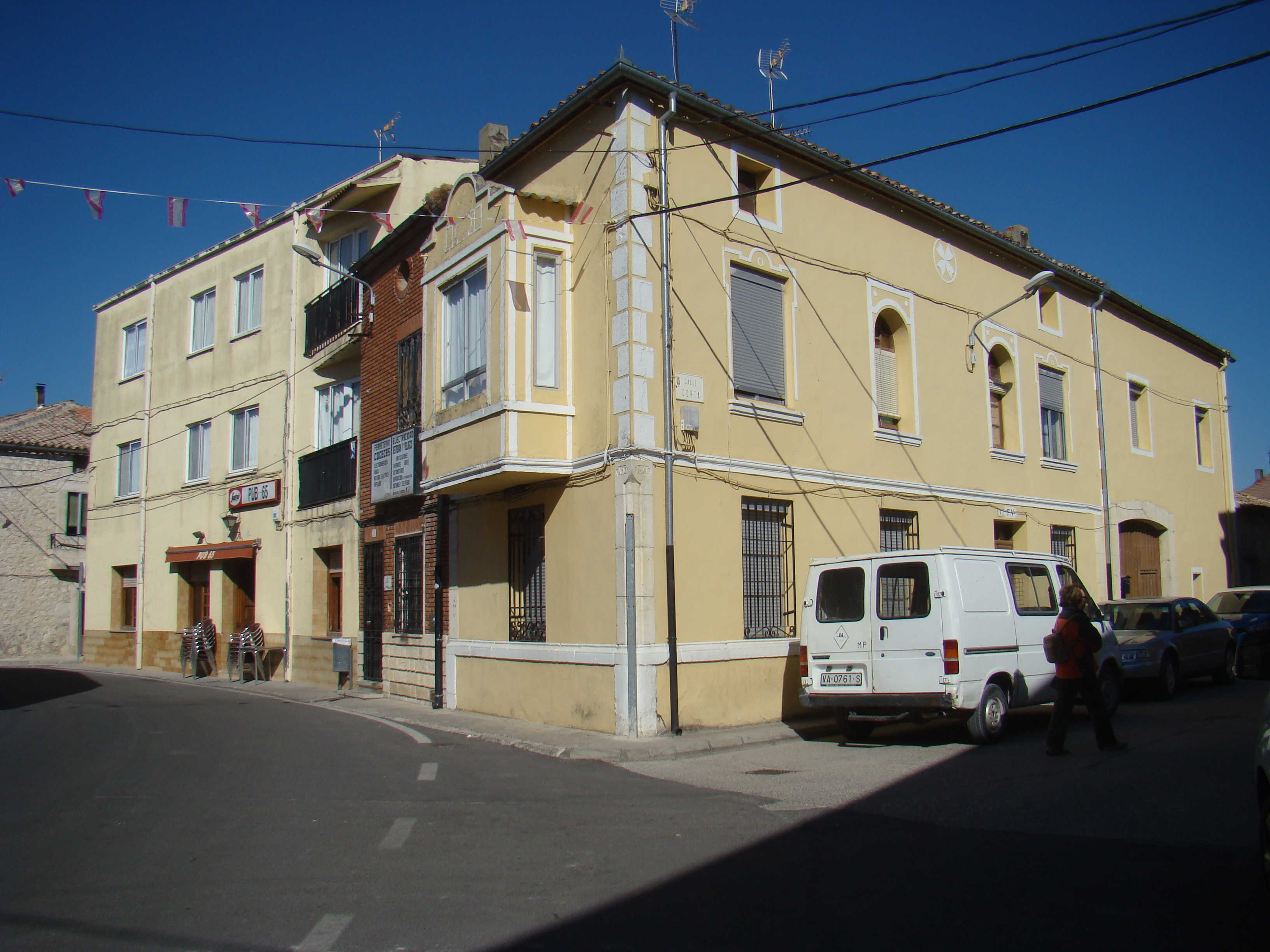
Calle Corta.

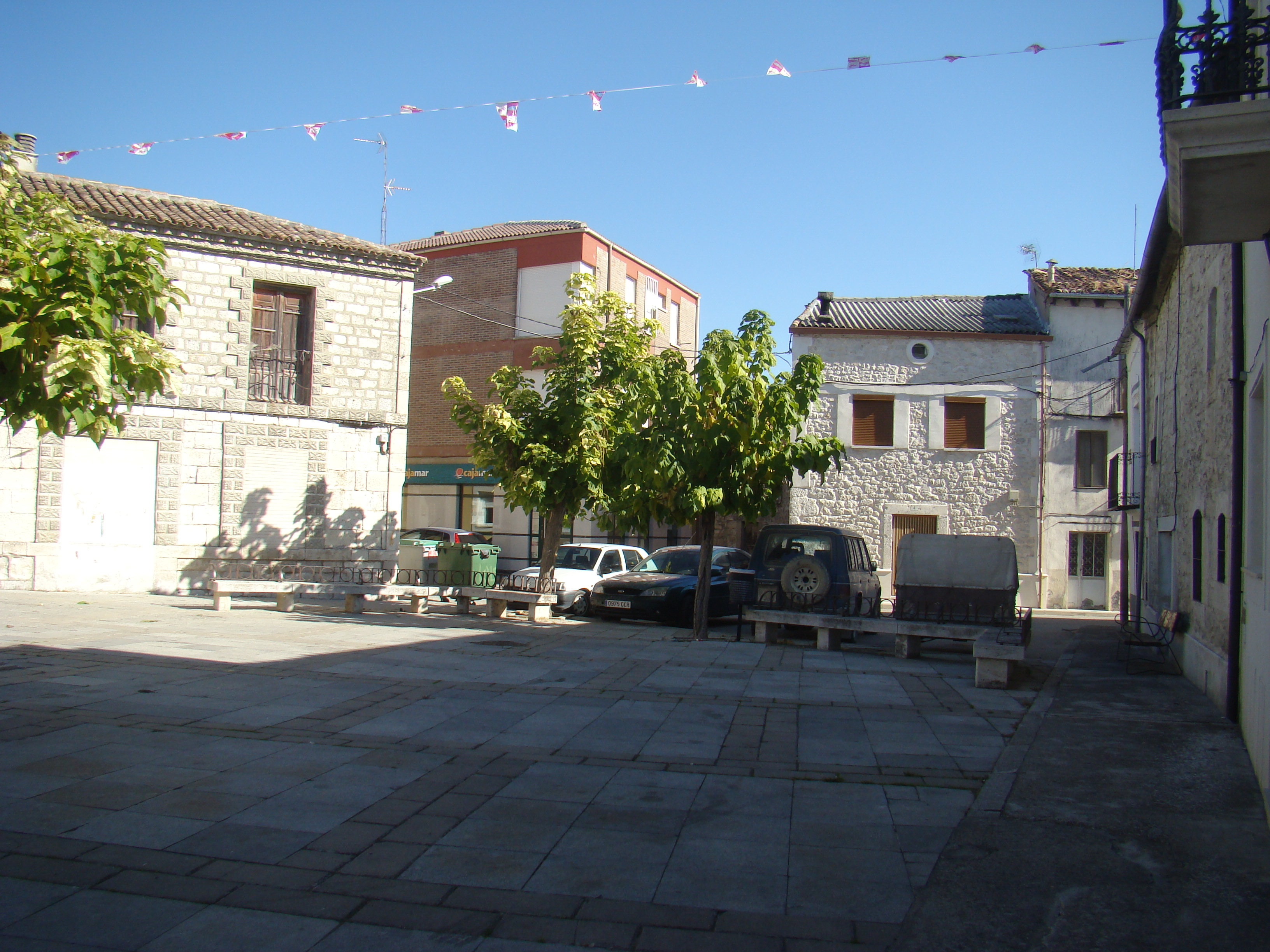
Un rincón de la plaza de la Constitución.

### Fiestas
- San Antonio de Padua: es el patrón de la localidad, cuya fiesta se celebra el día 13 de junio. Entre las celebraciones destaca una misa en su honor y una procesión danzada acompañada de música tradicional y de un espectacular replique de campanas realizado por algunos jóvenes de la localidad que impulsan manualmente las campanas desde el campanario de la iglesia. Además de esto, las fiestas se completan con verbenas, conciertos y juegos tradicionales, entre otras muchas actividades.

- Virgen de la Armedilla: fiesta impulsada a mediados del siglo XX en honor a la talla románica de la Virgen de la Armedilla, que se celebra el penúltimo fin de semana de agosto. La actividad más destacable es la Romería del sábado, que traslada la talla de la Virgen desde la iglesia de Nuestra Señora de la Asunción (Cogeces del Monte) hasta el Monasterio de Santa María de la Armedilla, a unos 4 kilómetros de la localidad. A la Virgen le acompañan a pie decenas de cogezanos y cogezanas y carrozas que representan a cada una de las peñas de la localidad. Se celebra una misa en su honor junto al monasterio, y posteriormente, la fiesta se completa con música y dulces tradicionales de la Villa de Cogeces del Monte. Además de la Romería, durante las fiestas se celebran conciertos, verbenas y otras actividades promovidas desde el Ayuntamiento de Cogeces del Monte y la Asociación Juvenil de Peñas, entre las que destacan los conocidos como "Juegos de Peñas", donde las diferentes peñas compiten por una serie de premios.

- San Isidro Labrador: se celebra el 15 de mayo, y se trata de una fiesta promovida por la Cámara agropecuaria. La celebración comienza por la mañana con una misa y procesión con danza en honor al santo y la tradicional fiesta de los botijos para los más pequeños (que consiste en que los niños y niñas de la localidad rompen un botijo de barro para obtener una dulce rescompensa de su interior). Por la tarde tiene lugar una cena popular y una verbena en la Plaza de la Constitución.

- Santa Águeda: fiesta que se celebra cada 5 de febrero desde hace más de 100 años, por la cofradía del mismo nombre, y formada exclusivamente por mujeres. La fiesta comienza con una misa y procesión por la localidad, donde las mujeres lucen los trajes regionales (que confeccionan durante años) y posteriormente acuden a una comida popular.

- El día de Nochebuena se celebra en la Iglesia de Nuestra Señora de la Asunción la Misa del Gallo Pastorela, con enorme importancia etnográfica y de gran atractivo turístico.

- Exaltación de la Sopa de Ajo y entrega del Premio Pingacho , que se otorga a una personalidad o entidad que destaca por su aportación al desarrollo del mundo rural , normalmente transcurre entre los meses de febrero y marzo.
- Noches de La Armedilla: organizadas en época estival durante dos fines de semana, enaltecen la figura del Monasterio, a través de diferentes actividades culturales, musicales o deportivas.

## Mapas

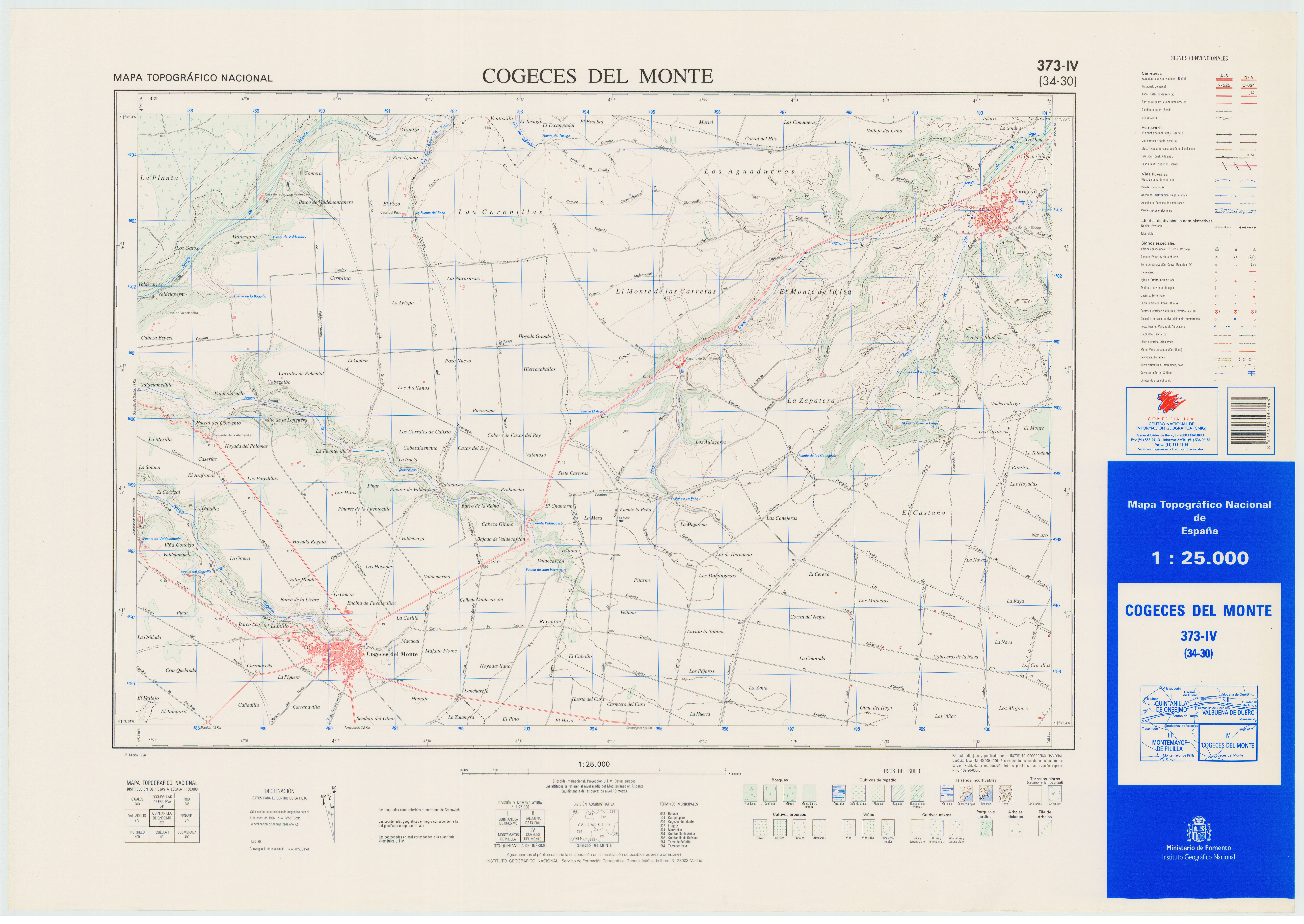
Mapa Topográfico del año 1996
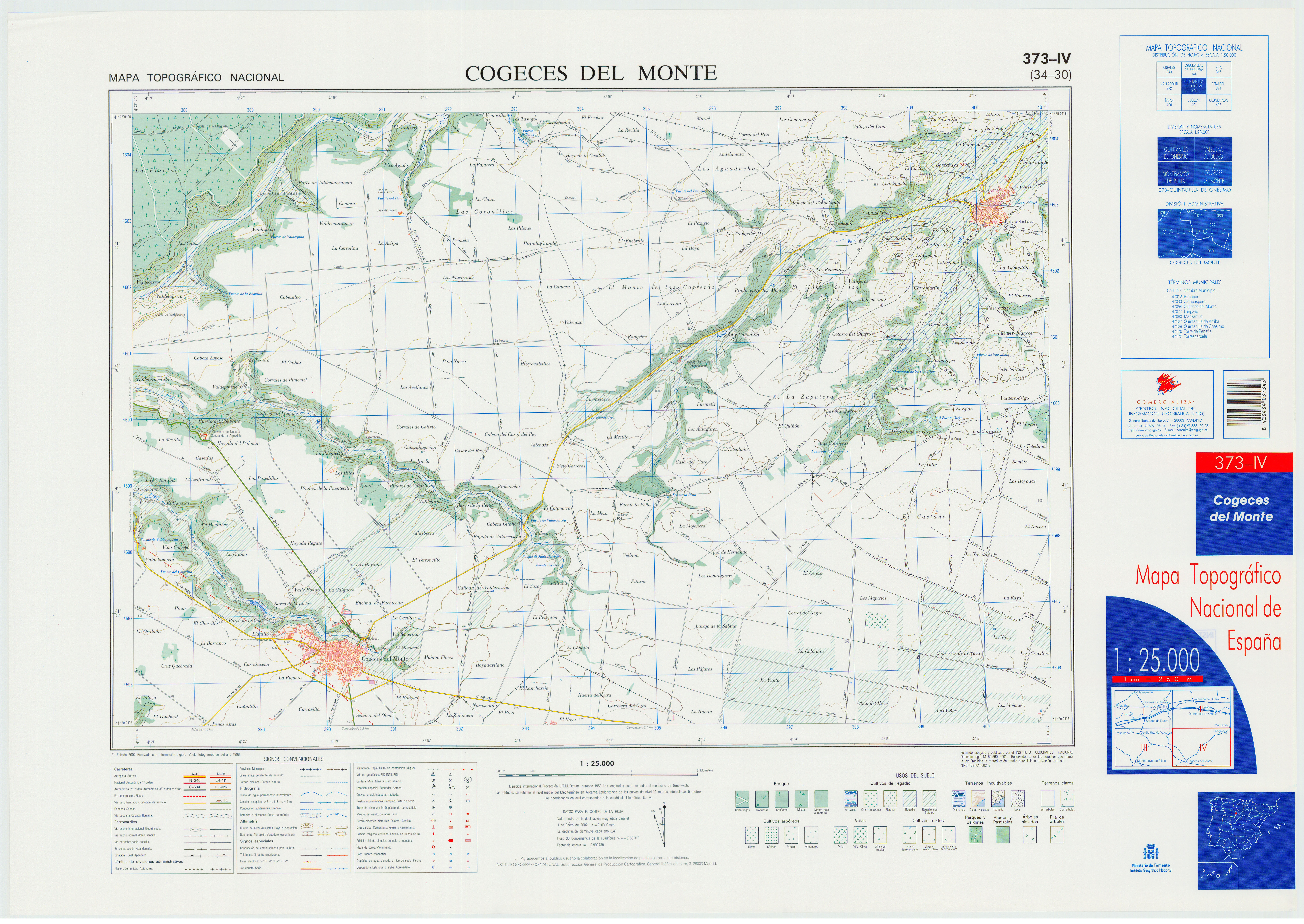
Mapa Topográfico del año 2002
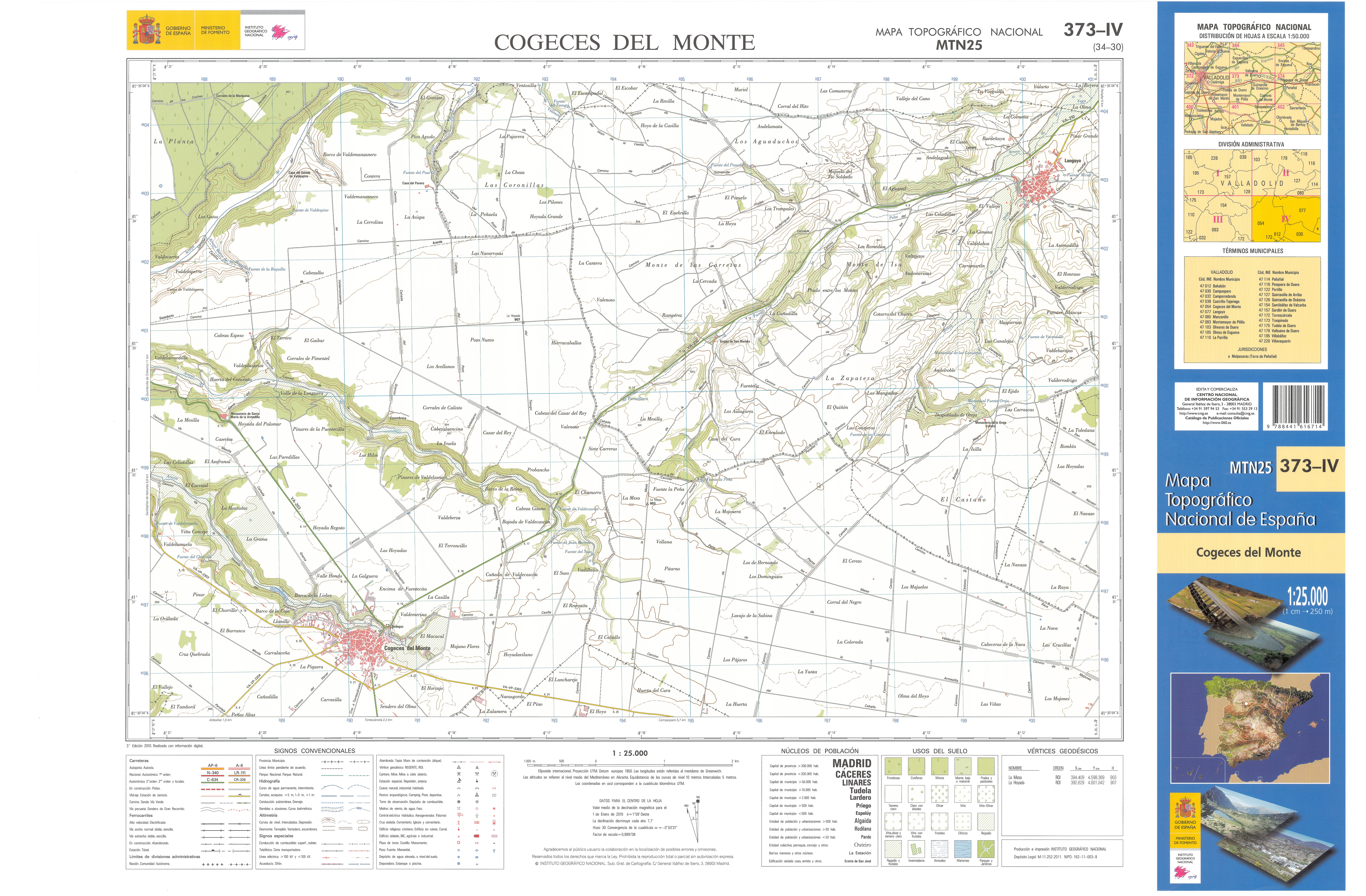
Mapa Topográfico del año 2010